# 585 (szám)
Az 585 (római számmal: DLXXXV) egy természetes szám.

## A szám a matematikában
A tízes számrendszerbeli 585-ös a kettes számrendszerben 1001001001, a nyolcas számrendszerben 1111, a tizenhatos számrendszerben 249 alakban írható fel.
Az 585 páratlan szám, összetett szám, kanonikus alakban a 32 · 51 · 131 szorzattal, normálalakban az 5,85 · 102 szorzattal írható fel. Tizenkettő osztója van a természetes számok halmazán, ezek növekvő sorrendben: 1, 3, 5, 9, 13, 15, 39, 45, 65, 117, 195 és 585.
Tizennyolcszögszám.
Az 585 négyzete 342 225, köbe 200 201 625, négyzetgyöke 24,18677, köbgyöke 8,36345, reciproka 0,0017094. Az 585 egység sugarú kör kerülete 3675,66340 egység, területe 1 075 131,546 területegység; az 585 egység sugarú gömb térfogata 838 602 605,8 térfogategység.